# Pagney
Pagney ist eine französische Gemeinde im Département Jura in der Region Bourgogne-Franche-Comté. Sie gehört zum Arrondissement Dole und zum Kanton Authume.

## Geografie
Im Norden wird die Gemeindegemarkung vom Fluss Ognon abgegrenzt. Die Nachbargemeinden sind Sornay (Département Haute-Saône) im Norden, Jallerange (Département Doubs) im Osten, Étrabonne (Département Doubs) im Südosten, Rouffange im Süden und Vitreux im Westen.

## Bevölkerungsentwicklung
| Jahr                       | 1962 | 1968 | 1975 | 1982 | 1990 | 1999 | 2006 | 2017 |
| -------------------------- | ---- | ---- | ---- | ---- | ---- | ---- | ---- | ---- |
| Einwohner                  | 233  | 216  | 207  | 249  | 266  | 302  | 332  | 324  |
| Quellen: Cassini und INSEE |      |      |      |      |      |      |      |      |

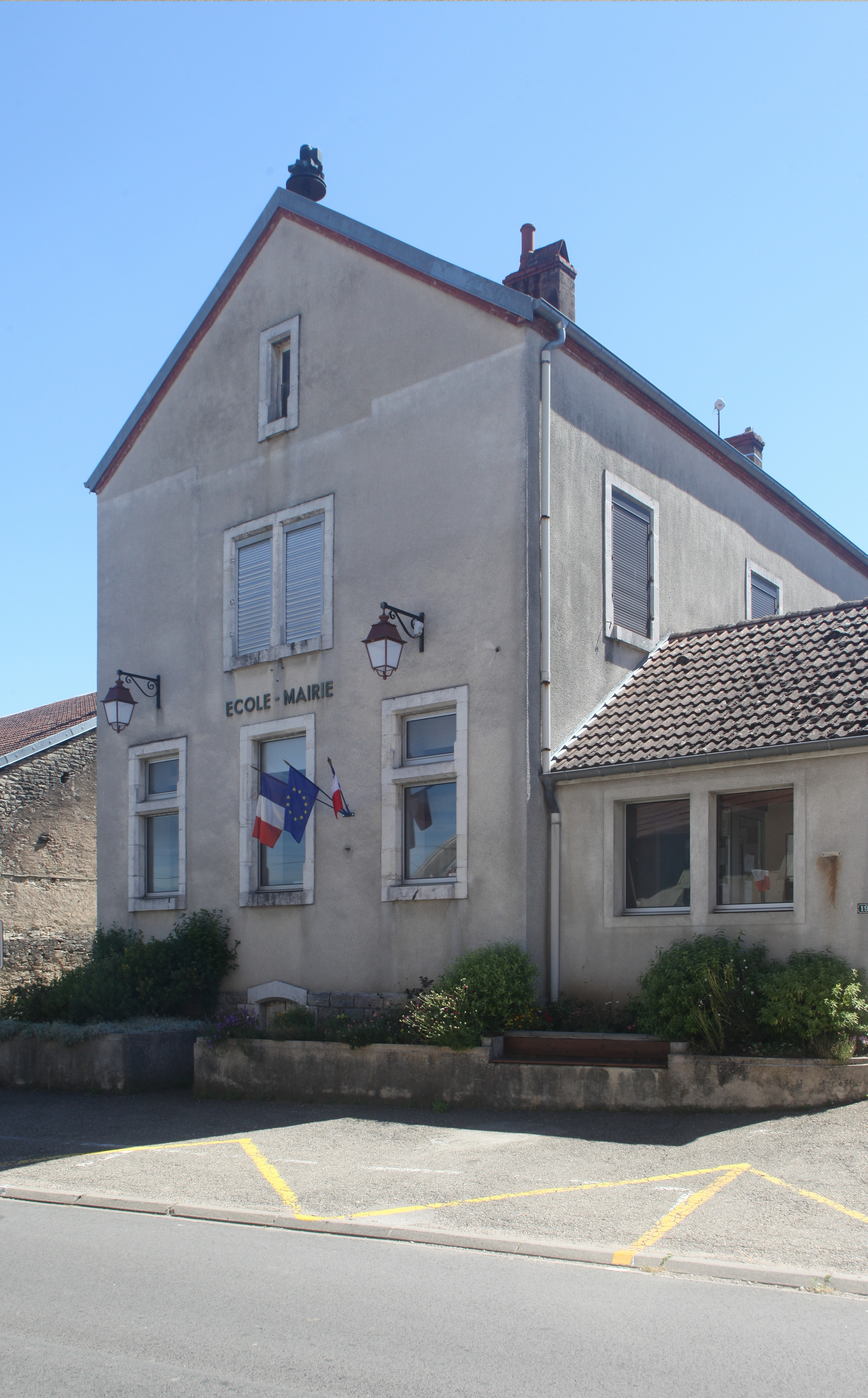
Mairie Pagney
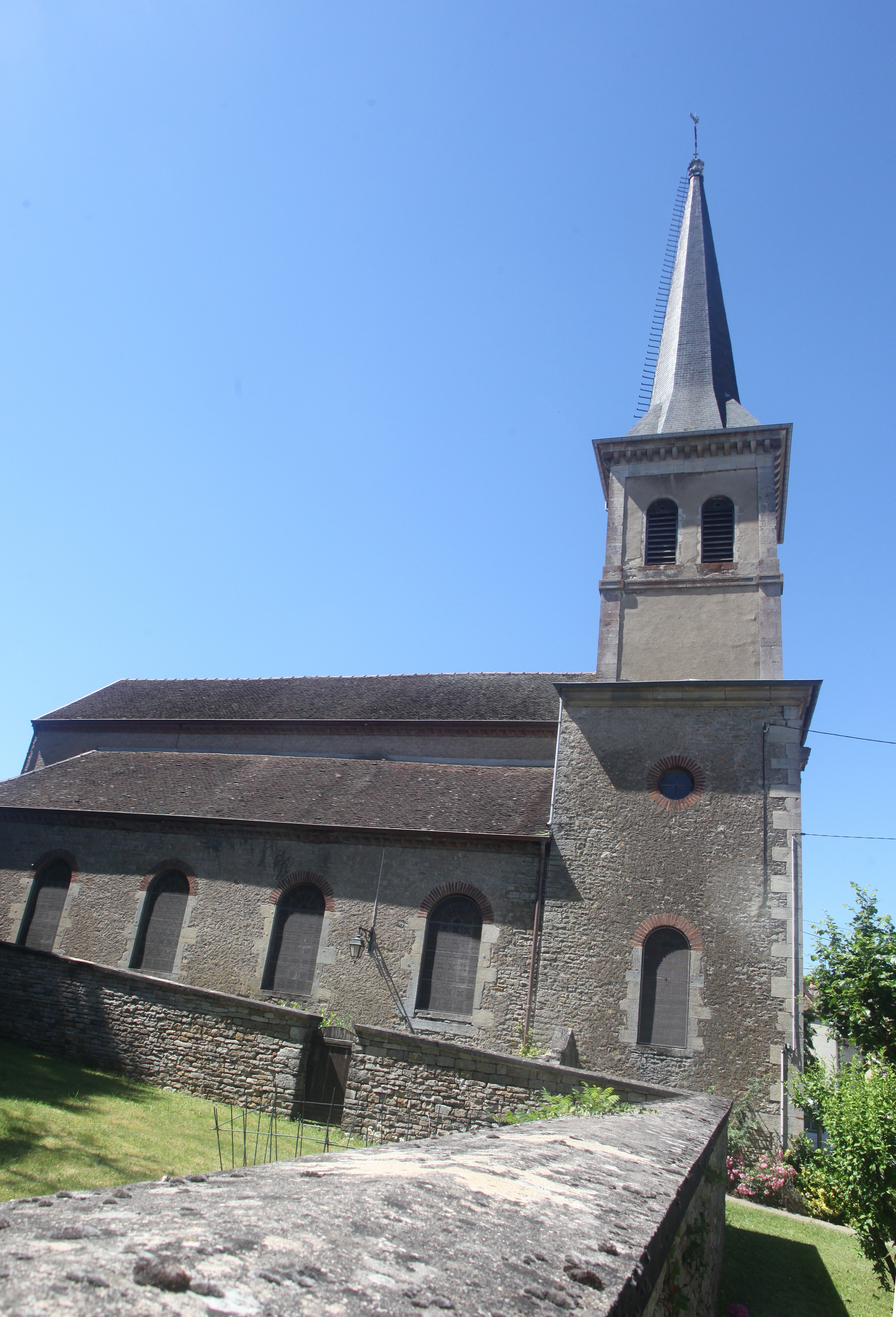
Kirche Saint-Léger